# Eric Drummond

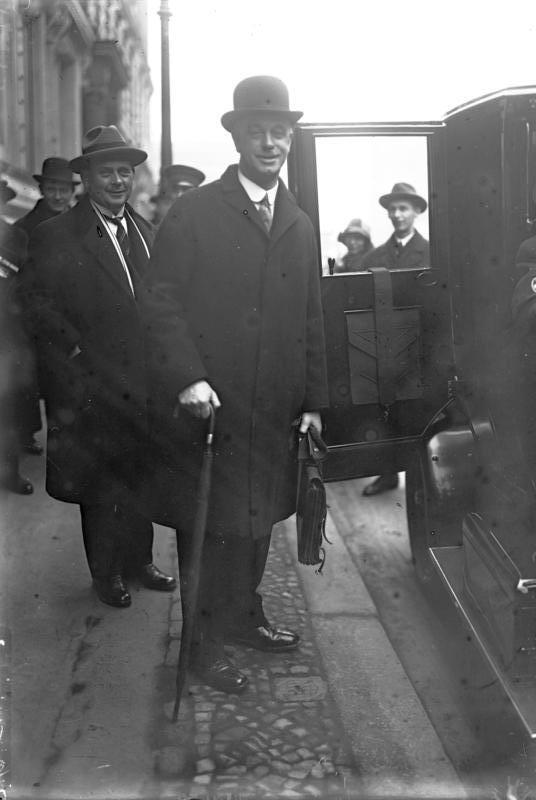
Sir Eric Drummond in 1931.

James Eric Drummond, 16th Earl of Perth, GCMG, CB (Fulford, 17 augustus 1876 - Midhurst, 15 december 1951) was een Britse diplomaat en de eerste secretaris-generaal van de Volkenbond, de voorloper van de Verenigde Naties.
Hij was de zoon van James David Drummond (1839-1893), de 8e Viscount van Strathallan én diens tweede echtgenote Margaret Smythe (1846-1920). James Eric Drummond trad in 1904 in het huwelijk met Angela Mary Constable-Maxwell (1877-1965), de moeder van hun vier kinderen.

## Volkenbond
Drummond studeerde in Eton en ging vanaf 1900 in dienst bij Buitenlandse Zaken. In 1906 werd hij de persoonlijke secretaris van Edmund Petty-FitzMaurice, die toen de "Under-Secretary of State for Foreign Affairs" was. Vanaf 1908 tot 1911 was hij medewerker bij Edward Grey, staatssecretaris van Buitenlandse Zaken.
Van 1912 tot 1915 werd hij de privésecretaris van eerste minister Herbert Asquith. Om de volgende 4 jaar in dienst te gaan bij de opeenvolgende ministers op buitenlandse zaken: Edward Grey, Arthur Balfour en George Curzon.
Kort na de Eerste Wereldoorlog werd Drummond de eerste secretaris-generaal van de in 1919 opgerichte Volkenbond. Hij bleef in functie tot in 1933, op het moment dat hij Brits ambassadeur werd in Italië. Hij bleef in Rome tot 1939. Na het overlijden - in 1937 - van zijn halfbroer William Drummond ging hij zetelen in het Britse Hogerhuis, waar hij vanaf 1946 adjunct-fractieleider werd van de Liberal Party.